# 1765 na ciência

## Nascimentos
| Data            | Nome                    | Profissão  | Nacionalidade         | Observações                                          | Ref         |
| --------------- | ----------------------- | ---------- | --------------------- | ---------------------------------------------------- | ----------- |
| 17 de fevereiro | James Ivory             | matemático | Reino da Grã-Bretanha | m. 1842 Medalha Copley 1814 Medalha Real 1826 e 1839 | [ 1 ] [ 2 ] |
| 7 de março      | Joseph Nicéphore Niépce | inventor   | Reino da França       | m. 1833                                              |             |

## Mortes
| Data          | Nome                                  | Profissão                                 | Nacionalidade   | Observações | Ref |
| ------------- | ------------------------------------- | ----------------------------------------- | --------------- | ----------- | --- |
| 5 de setembro | Anne-Claude-Philippe, conde de Caylus | arqueólogo, antiquário, artista e militar | Reino da França | n. 1692     |     |